# Maseh
Maseh (arabisch ماسح, DMG Māsiḥ) ist ein Dorf im Gouvernement Aleppo im Nordwesten von Syrien, 45 Kilometer südlich von Aleppo. 
Das Dorf hat ungefähr 2500 Einwohner. Die meisten Einwohner arbeiten in der Landwirtschaft.